# Bébing
Bébing (Duits: Bebing) is een gemeente in het Franse departement Moselle (regio Grand Est) en telt 170 inwoners (2005). De plaats maakt deel uit van het arrondissement Sarrebourg-Château-Salins.

## Geografie
De oppervlakte van Bébing bedraagt 9,4 km², de bevolkingsdichtheid is 18,1 inwoners per km².
De onderstaande kaart toont de ligging van Bébing met de belangrijkste infrastructuur en aangrenzende gemeenten.

## Demografie
Onderstaande figuur toont het verloop van het inwonertal (bron: INSEE-tellingen).